# Lijst van Belgische deelnemers aan de Paralympische Winterspelen 1994
Deze lijst van Belgische deelnemers aan de Paralympische Winterspelen 1994 in Lillehammer. geeft een overzicht van de sporters die zich hebben gekwalificeerd voor de Spelen.
| Paralympiër    | Sport       | Onderdeel                                                                    | Ervaring   |
| -------------- | ----------- | ---------------------------------------------------------------------------- | ---------- |
| Harry Geyskens | Alpineskiën | Afdaling Klasse B3 Reuzenslalom Klasse B3 Slalom Klasse B3 Super G Klasse B3 | 2de Spelen |
| Willy Mercier  | Alpineskiën | Reuzenslalom Klasse B1 Slalom Klasse B1-2 Super G Klasse B1                  | 5de Spelen |